# Neoitamus cyaneocinctus
Neoitamus cyaneocinctus är en tvåvingeart som först beskrevs av Pandelle 1905.  Neoitamus cyaneocinctus ingår i släktet Neoitamus och familjen rovflugor. Inga underarter finns listade i Catalogue of Life.